# Палладий (Соколов)
Архиепи́скоп Палла́дий (в миру Павел Ильич Соколов; 17 апреля 1850, Смоленская губерния — 1 июня 1920, Астрахань) — епископ Русской православной церкви, архиепископ Астраханский и Енотаевский.

## Семья и образование
Родился в семье священника Смоленской епархии. Жена — Анастасия Яковлевна, скончалась в 1886. Дети: Нина и Надежда (умерли в младенчестве), Сергей, Валентина, Владимир. Жена и дети похоронены на городском кладбище города Шацка.
Окончил Смоленскую духовную семинарию (1873), Московскую духовную академию (1877) со степенью кандидата богословия.

## Светская деятельность
Смотритель Шацкого ДУ, коллежский асессор (1877), надворный советник (1883), коллежский советник (1885), магистр богословия, член Шацкого отделения Тамбовского епархиального училищного совета, председатель комиссии по постройке классного корпуса в Шацком духовном училище (1887), статский советник (1889), смотритель 2-го Тамбовского ДУ, председатель Комитета по школе церковного пения при Казанском монастыре в Тамбове (1890).

## Священник
В 1891 году рукоположён в сан священника, затем возведён в сан протоиерея.
С февраля 1891 года ректор Тамбовской духовной семинарии, редактор «Тамбовских епархиальных ведомостей», председатель епархиального училищного совета и Казанско-Богородичного миссионерского братства.
С 1 июля 1899 года помощник председателя с 1909 года председатель Училищного совета при Святейшем Синоде. В 1916—1918 годах настоятель храма святого благоверного великого князя Александра Невского при нём.
В 1917 году работал в I, II, V и VIII отделах Предсоборного совета; член Поместного Собора Православной Российской Церкви как член Предсоборного совета, заместитель председателя XIV, член II, III, V, VI отделов; заместитель членов Высшего Церковного Совета.
В мае 1918 года являлся кандидатом на выборах тамбовского архиерея, однако епископом был избран Зиновий (Дроздов).
В октябре 1919 года протоиерей Павел Ильич Соколов принял монашеский постриг с именем Палладий. Выбор имени, возможно, был не случаен, ведь первым председателем Училищного совета, занимавшим эту должность в 1885 году, был епископ Палладий (Ганкевич), под руководством которого П. И. Соколов начинал свои штатские труды в Тамбовской епархии.

## Награды
Награждён наперсным крестом (1891), камилавкой (1892) и митрой, орденами св. Станислава III степени (1882), св. Анны III (1890) и II (1896) степени, св. Владимира IV (1898), III (1903) и II (1909) степени.

## Архиерей
В феврале 1920 года, после пострижения в монашество и возведения в сан архимандрита, был рукоположён Патриархом Тихоном в сан епископа Астраханского и Енотаевского. По словам протоиерея Алексея Карташёва, 

в город, находящийся в кольце фронтов гражданской войны и затерроризированный зверствами чрезвычаек, никто из епископов не соглашался ехать. Наконец, взоры Патриарха обратились на архимандрита Палладия (Соколова), твердого, решительного и бесстрашного человека. Архимандрит Палладий, призванный Патриархом стать новым святителем церкви Астраханской, безропотно принял выпавший на его долю крест.
В знак признания его заслуг перед церковью он был сразу же возведён в сан архиепископа. Прибыл в Астрахань в марте 1920 года — в условиях гражданской войны пожилому архиерею пришлось ехать в «теплушке», а сам путь занял десять дней. По данным встречавшего его на вокзале протоиерея Дмитрия Стефановского, архиепископ в пути заболел тифом: Владыка встретил нас ласковой, но какой-то грустной улыбкой. Лицо его горело, руки дрожали, сомнений не было — тиф. По другой версии (изложенной протоиереем Алексеем Карташёвым), владыка был недалеко от Астрахани избит бандитами, подосланными чекистами.
В мае 1920 года, несколько оправившись от болезни, владыка посетил могилу архиепископа Митрофана и епископа Леонтия, расстрелянных во время красного террора в 1918 году. На обратном пути пошёл дождь с градом, и архиепископ простудился. Вечером он служил всенощную — это было его единственное богослужение в Астрахани, а затем тяжело заболел воспалением лёгких и скончался 1 июня 1920 года в Иоанно-Предтеченском монастыре. Был похоронен на Духосошественском (старом) кладбище города, под алтарём храма прп. Николы Черниговского, с 1930 года останки покоятся в могиле монаха Митрофана.